# 다마데역 (나라현)
다마데역(일본어: 玉手駅, たまでえき)은 일본 나라현 고세시에 있는 서일본 여객철도의 철도역이다.

## 역 구조
1면 1선의 단식 승강장을 보유한 지상 간이역으로, 정류소로 취급되고 있다. 별도의 역사는 없다.
승강장은 최대 6량의 열차까지 수용할 수 있다.

## 역세권 정보
- 고안 천황릉

## 역사
- 1989년 3월 11일 - 서일본 여객철도 와카야마 선 고세 ~ 와키가미 사이에 신설되었다.

## 인접역
| 서일본 여객철도 와카야마 선 | 서일본 여객철도 와카야마 선 | 서일본 여객철도 와카야마 선 |
| --------------------------- | --------------------------- | --------------------------- |
| 고세 오지 방면              | ■ 와카야마 선               | 와키가미 와카야마 방면      |